# Yingo Paraguay
Yingo Paraguay es un programa de televisión paraguayo que se adaptó del programa chileno, Yingo que se transmitía por Chilevisión. Emitido por Canal 13, los días lunes, miércoles y viernes a las 20:30 horas, conducido por Chiche Corte y Paola Maltese en donde un grupo de jóvenes deben competir en distintas pruebas físicas, de canto y baile con el fin de no ser eliminados y poder ganar un gran premio final. Además obtuvo el premio en la entrega de los Premios Paraná del Bicentenario 2011 con el mérito al "Mejor programa de la TV local" elegido por el público, también Chiche Corte obtuvo el premio con el mérito al "Mejor conductor de TV".

## Conductores del programa
- Chiche Corte - Conductor de tevé y locutor de radio.
- Paola Maltese - Conductora de tevé, locutora de radio, actriz y empresaria.[2]

Retirados
- Yeruti García - Modelo, conductora de tevé.

## Jurados y Juez
Un jurado que evalúa los desafíos de canto y/o baile además de velar por la correcta realización de los juegos o pruebas, aunque algunas veces existan fuertes conflictos con los participantes del programa y un juez encargado de las competencias físicas y de cultura.
- Emilio Marín - Abogado, locutor de radio y Dj.
- Lorena Arias - Ex modelo, empresaria.
- Héctor Riveros - Periodista y conductor de tevé.[3]
- Víctor Niella - Lic. en Comercio Internacional, empresario y campeón nacional de culturismo.

Retirados
- Pablo Pérez - Locutor de Radio y Tv. Productor Reality Show.
- Laura Carles - Bailarina profesional.[4]
- Emilio García - Cantante.
- Juan Manuel Salinas - Periodista, guionista, realizador audiovisual.
- Cecilio “Andy” Cabañas “El Remixero” - Cantante y ganador de Yingo Paraguay en su primera temporada.[3]
- Bibiana Colmán - Bailarina y coreógrafa.[3]
- Jorge Vega - Actor.[3]
- César Vinader - Bailarín y coreógrafo.
- Daniel Brítez “Dani Flow” - Cantante.
- Junior Rodríguez - Director artístico de Fm Popular, director de la organización Rodríguez, animador, conductor de tevé y locutor de radio.
- María José Maldonado - Abogada, exmodelo y cantante.
- Dallys Ferreira - Actriz, modelo y conductora de tevé.[5]
- Ricardo Fariña - Bailarín y imitador de Michael Jackson

También consta de jurados reemplazantes cuando un miembro del jurado principal no está presente.
- Karina Doldán - Exmodelo, conductora de tevé y radio.
- Enrique Rivas - Modelo, diseñador gráfico y director de la productora de modelos Rivas Male Models.
- César Carballo - Cantante y profesor de canto del programa.
- Aníbal Pachano - Actor, arquitecto, bailarín, coreógrafo y director.
- Karol Márquez - Cantante.
- Nadia Portillo - Cantante.
- Armando Rubín - Periodista, escritor y conductor de tevé.[6][7]
- Florencia Gismondi - Conductora de tevé y radio.
- Nahuel Schenk - Cantante.
- Walter Evers - Humorista.
- Francisco Rodríguez Prat - Modelo, cantante, actor y chico reality
- Carlos Ortellado - Modelo, actor y conductor de tevé.[8]
- Marilina Bogado - Cantante.[9][10]
- Alejandra Prayones - Exmodelo.[11]
- Larissa Riquelme - Modelo.[12]
- Tony Apuril - Humorista, arquitecto, músico, guionista, realizador.[13]
- Albert Benítez - Humorista.
- Ignacio Kliche - Modelo, cantante, actor y periodista.[14]
- Diego Jansen - Conductor de tevé y radio.
- Maximiliano Guerra - Bailarín.[15]

## Elenco

### Participantes anteriores
Por Yingo Paraguay pasaron muchos participantes, aquí una lista de todos los ex integrantes:
- Aara Núñez
- Abrahan
- Adrián Chamorro
- Anahí Orrego
- Alex Amarilla
- Alexander Ferreira
- Alison Guillén
- Alvin Turitich
- Ana Cardozo
- Ana García
- Aníbal Aguilera "Cancherito"
- Antonella Paciello
- Arantxa Agüero
- Ariel Gómez
- Ariel Zena
- Arturo
- Basilis Stiene
- "Bebo"
- Belén Lezcano
- Brenda
- Brian Sannemann
- Carlos Ayala
- Carlos Benítez
- Celia Colmán
- Chris Justimiano
- Claudia De Andrade
- Daniel Brítez “Dani Flow”
- Darwin Schussmüller
- David Chamorro
- Débora Ruiz
- Dereck Nkeng
- Derliz Chamorro
- Deysi Valiente
- Diana Báez
- Diana González
- Diego
- Diego Álvarez
- "Dim"
- Divina Escobar
- Dorlis Duarte
- Dulce
- Edouard Rojas "Ed"
- Eduardo Delgado
- Eliana Vergara
- Emanuel Ocampos
- Emilce González
- Emiliano Escobar
- Enrique Mendoza
- Esteban Cardozo
- Evelin Vargas
- Fabiana Garcete "Fabisol"
- Fabiani Cantero
- Fabu Olmedo
- Fátima Román
- Fernando Cobain
- Fernando Martínez "Nando"
- Fernando Pérez
- Florencia Conde "Flopy"
- Fortune
- Francisco Servín
- Gabriel
- Gabriela Marsal
- George Pereira (Yor)
- Ginibel Rondán
- Giovanni Gavin
- Giselle Saccomani
- Gissella Díaz "Gigi"
- Giuliano Turitich
- Guido Benítez
- Guillermo Ortiz
- Guisela F.
- Gustavo Trivero
- Idilio Marquéz "Raga"
- Iván Bordón
- Iván Olmedo
- "Ivo"
- Jazmín Chamorro
- Jeimy
- Jimmy Chien
- Jinho Lee "Yino"
- Jonathan Martínez "Johnny"
- Jonathan Ozuna
- Jorge
- Jorge Samaniego
- José Cabrera "Estifler"
- José Carlos Báez "Joseca"
- José David Troche
- José María López "Josema"
- Josué Bogado
- Juan José Morro
- Juan Pablo Giménez "Torito"
- "Juanvi"
- Judith Gamarra
- Junior Ozuna
- Karem "Puchi"
- Karen Notario
- Karen Ruiz
- Karen Zaracho "La pulga"
- Karimi Chávez
- Laura Brickman
- Lettycia Mancuello
- "Lichy"
- "Lili"
- Linda Pávez
- Lourdes Alonzo "Luly"
- Lucas Estigarribia
- Macarena Di Cristófaro "Maky"
- Magalí Caballero
- Magalí Cáceres
- Mandy Eksteen
- Marcos Noguera
- Marcos Rivas "Diestro"
- Marcos Silvero
- Marcos Tatton
- Marcelo Riquelme
- María Emilia Pintos
- Martín Salinas
- "Mary"
- Mauricio Lohman
- Maximiliano Campana
- Maximiliano Gavilán
- Michael Pávez "Micke"
- Mirna Pereira[16]
- Moisés Flor “El Monchi Papá”
- Nathalia Aválos
- Nathaly Franco
- Nicolás Neumann
- Nicole Chávez "Niki"
- Nicole Sautu
- Noelia Rodríguez
- Norman Fernández
- Óscar Núñez
- Paloma Ferreira
- Pamela González
- Pamela Martínez
- Patricia Cáceres "Patilu"
- Paula Candia
- Pavel Ramos "Pavlik"
- Priscila Barboza
- Reina Talavera
- Rodney Cabrera
- Rodrigo Barreto
- Rodrigo Servín[17]
- Romina Brítez
- Romina Espinoza
- Ruth Fernández
- Samuel Ruiz
- Saúl Kiese
- Saulo Ñumbay
- Sergio Cabañas "Chope"
- "Shaddy"
- Shirley Lesme
- Silvana Meza
- Soledad Riveros
- Stefany Vera "Stefy"
- Techi Duarte
- Thelma Ortigoza
- "Tuki"
- Vanessa Marín
- Vanessa Rolón
- Víctor Garcete
- Víctor Villalba "Shaggy"
- Victoria Sarquis "Vicky"
- Vidal Jara
- Walter Evers
- William Aguilera
- Yanina Zárate
- Yessica Santacruz
- Yohana Torres
- Yuleidy García "Yul"
- Yunet Leygonier "La cubana"
- Zabel Bareiro

## Temporadas

### Primera temporada
Comenzó el día lunes 7 de marzo de 2011 presentando a los participantes que llegaron a competir, que fueron 30. Para la competencia se formaron dos equipos blanco y verde respectivamente e inició la competencia. Finalizó el jueves 28 de julio de 2011 a las 20:00 horas siendo el gran ganador de los cincuenta millones de guaraníes (50.000.000 guaraníes); Cecilio "Andy" Cabañas.

### Segunda temporada
Comenzó el día lunes 1 de agosto de 2011, presentando a los nuevos participantes del programa que llegaron a competir, que fueron 32. El sistema de competencia era el mismo de la temporada anterior, se formaron los dos equipos blanco y verde respectivamente e inició la competencia. Finalizó el día jueves 29 de diciembre de 2011 a las 20:00 horas siendo el gran ganador de los cincuenta millones de guaraníes (50.000.000 guaraníes); Derliz Chamorro.

### Tercera temporada
Comenzó el día lunes 12 de marzo de 2012, presentando a los nuevos participantes del programa que llegaron a competir y nuevos colores de equipos lila y naranja. El sistema de competencia era el mismo de las temporadas anteriores, se formaron los dos equipos lila y naranja respectivamente e inició la competencia. Finalizó el día lunes 30 de julio de 2012 a las 20:15 siendo el gran ganador del automóvil "0" kilómetros; Daniel Brítez.

### Cuarta temporada
Comenzó el día lunes 6 de agosto de 2012, presentando a los nuevos participantes del programa que llegaron a competir. El sistema de competencia era el mismo de la temporada anterior, se formaron los dos equipos lila y naranja respectivamente e inició la competencia. Finalizó el día viernes 28 de diciembre de 2012 a las 20:30 siendo el gran ganador del automóvil "0" kilómetros; Derliz Chamorro consagrándose como "Bicampeón de Yingo Paraguay".

### Quinta temporada
Comenzó el día lunes 11 de marzo de 2013 presentando a los nuevos participantes que llegaron a competir, que fueron 38.  El sistema de competencia era el mismo de las temporadas anteriores, se formaron los dos equipos lila y verde respectivamente e inició la competencia. Finalizó el día miércoles 31 de julio de 2013 a las 20:30 siendo el gran ganador del automóvil "0" kilómetros; Daniel Brítez consagrándose como "Bicampeón de Yingo Paraguay".

### Sexta Temporada
Comenzó el día lunes 12 de agosto de 2013 presentando a los nuevos participantes que llegaron a competir, que fueron 38. El sistema de competencia era el mismo de las temporadas anteriores, se formaron los dos equipos lila y verde respectivamente e inició la competencia. Finalizó el día viernes 27 de diciembre de 2013 a las 20:30 siendo la gran ganadora del automóvil "0" kilómetros; Anabel Arias consagrándose como "la primera mujer ganadora en la historia de Yingo Paraguay".

### Versión FAMOSOS
Debido al éxito de Yingo Paraguay, se realiza una versión con famosos, por el cual lleva el nombre FAMOSOS, La séptima temporada denominada FAMOSOS se realizó en el primer semestre del 2014, fue emitido los días lunes, miércoles y viernes a las 20:30 horas, conducido por Chiche Corte y Paola Maltese. En el formato Famosos cambia lo central del formato, en vez de jóvenes comunes se realiza con figuras famosas del mundo del espectáculo nacional, además de modelos, cantantes y bailarines. Los primeros confirmados para la nueva temporada son los siguientes: José David Troche, Annabel Arias, Judith Gamarra, José Ayala y Mirna Pereira. El día lunes 10 de marzo fueron presentados Juan Pablo “Torito” Giménez, Fabio Giménez y Milagros “Mili” Brítez “La Kchorrita”, el martes 11 Moisés Flor “El Monchi Papá”, Thelma Ortigoza y Magalí Caballero, el día miércoles 12 se dieron a conocer dos nombres más que se suman, Cecilio “Andy” Cabañas “El Remixero” y Daniel Brítez “Dani Flow” ambos ganadores de Yingo Paraguay en temporadas anteriores, el día jueves 13 Fátima Román y Fabiani Cantero fueron anunciados y el día viernes 14 Chris Justimiano, Jazmín Chamorro y Magalí Cáceres. El día lunes 17 de marzo presentaron al Dj argentino Ariel Gómez como participante y al Dj Emilio Marín como parte del jurado y el día del estreno viernes 21 Lizzi Piñanez y Rodrigo Servín fueron los últimos presentados.

#### Séptima temporada
Comenzó el día viernes 21 de marzo de 2014, presentando a los nuevos participantes que van a competir en esta temporada, que fueron 26. 16 famosos más los históricos que son 10. Finalizó el día miércoles 30 de julio de 2014 a las 20:30 siendo el gran ganador del automóvil "0" kilómetros; José Ayala.

### Octava Temporada
El día 2 de julio de 2014 se confirmó la octava temporada del programa en donde habrá participantes famosos y desconocidos, la cual se estrenará el 18 de agosto del mismo año. El casting de esa temporada se llevará a cabo el día sábado 5 de julio, de 10 a 18 hs en el estudio 3 de Canal 13.

Comenzó el día lunes 18 de agosto de 2014 presentando a los nuevos participantes que llegaron a competir, que fueron 38. El sistema de competencia era el mismo de las temporadas anteriores, se formaron los dos equipos lila y verde respectivamente e inició la competencia. La ganadora fue Milagros Brítez, conocida como La Kchorrita, siendo esta última conságrada como la segunda mujer ganadora, y obtuvo también, como premio, un automóvil "0" kilómetros y cincuenta millones guaraníes (50.000.000 guaraníes).

## Pruebas
Actualmente en el transcurso del programa, los equipos deben superar diferentes pruebas para ganar puntos. A continuación algunas de ellas ordenadas de abajo a arriba según las fechas en que se estrenan:
- Corra, suba y cante
- Rompe huevos
- Impro Yingo
- La bomba preguntona
- Emboque el balde
- Complete el refrán
- Adivine el cantante
- Si se la puede baile
- El ciclón preguntón
- Enceste los huevos
- Equilibrio con estribos
- ¿Dónde están los monos?
- Puente extremo
- Prueba artística: trapecio
- Relacione al personaje con...
- Explosión cultural
- Prueba de magia
- Prueba artística: telas
- Reventón del conocimiento
- Dictado maldito
- Dibujos animados
- Percusión urbana
- Prueba de modelaje
- Banderas del mundo
- Desafío extremo
- Adivine el personaje
- Prueba de animación
- La misión
- Prueba de canto
- Prueba de baile
- El remolque
- El jugo loco
- La pulseada
- La vueltita musical
- El juego del miedo
- El foco pegajoso
- La trampa cultural o campana cultural
- El circuito
- La chicharra musical
- Preguntas heladas
- El dictado maldito
- El juego de la manzana
- El circuito doble
- La ducha
- Los carpinteros
- Remolque con gomón
- Fondo blanco
- Prueba extrema
- Fórmula 2
- El sanson
- El remolque doble
- Prueba de baile con objetos
- Prueba de canto (A capela)
- El canto bajo el agua
- El circuito del agua
- El gomón
- El juego de los colgados
- La pileta
- Los exprimidores
- La rueda humana
- Los ojos de vaca
- Los colgados
- Memoriza la ropa
- Huevos cariñosos
- Piezas paradas
- Manos arribas
- Equilibrio con tronco
- Circuito de alcatraz
- Pasamanos
- Prueba de baile improvisado
- Prueba de modelaje
- Los mareados
- El festín
- Juego de los globos
- La guillotina
- El bowling humano[3]
- Pizarra preguntona
- Desafío de canto
- Desafío de baile
- Los plomeros
- Si se la puede, baile
- Desafío oriental
- Adivine el lugar
- Forme la palabra
- Circuito de tela
- Sapos preguntones
- Forma la palabra

## Banda sonora
Yingo 1.ª Temporada
- Donko y La Secta - Yingo

Yingo 2.ª Temporada
- Abraham Lyricash & Saulo Ñumbay - La diversión no para

Yingo 3.ª Temporada
- Staff Yingo (Baby Rhagga, Dani Flow, David Chamorro) - Esto es Yingo 3

Yingo 4.ª Temporada
- Baby Rhagga y Dani Flow - Ya llegó Yingo

## Hechos destacables
- Yingo rápidamente logró posicionarse como el programa número 1 de la noche liderando en su franja horaria derrotando a su competencia directa Calle 7 Paraguay los días lunes y los martes y jueves al certamen de baile Baila Conmigo Paraguay 2011. Cabe destacar que Yingo lidera manteniendo siempre el mismo formato desde su inicio, el cual trata de entretener a los televidentes competencias físicas no solo talento sino que de entretención sana además de contar con rutinas más divertidas.[44][45]
- El liderazgo en audiencia es sostenido por parte del ciclo del canal lambareño, ya que ningún programa de su segmento rivaliza con Yingo. Este logró es más meritorio aún ya que se trata de la tercera temporada de este formato chileno que debutó el año pasado y que ha sabido reinventarse una y otra vez para mantenerse en la preferencia de los televidentes.[46]
- Al final de la segunda temporada se retiró de la conducción del programa Yeruti García, ingresando así para la próxima temporada Paola Maltese.
- En la cuarta temporada, en el mes de noviembre de 2012, llegaron de Yingo de Chile Faloon Larraguibel, Francisco Rodríguez Prat y Iván Cabrera para integrarse a las competencias y permanecieron unas semanas.[47]
- En la quinta temporada, en el mes de mayo de 2013, llegaron de Yingo de Chile Pavel Ramos alias Pavlik y Mike Pavez para integrarse a las competencias y permanecieron un año.[48]
- En la final de la sexta temporada, el día viernes 27 de diciembre de 2013 el conductor Chiche Corte anunció y confirmó la séptima temporada del programa, además Anabel Arias se consagró como la primera mujer ganadora en la historia de Yingo Paraguay.